# يوتو وشيرو
يوتو وشيرو (باليابانية: 大城 佑斗) (مواليد 19 أكتوبر 1996) هو لاعب كرة قدم ياباني.

## وصلات خارجية
- يوتو وشيرو على موقع رابطة كرة القدم اليابانية للمحترفين (اليابانية)
- يوتو وشيرو على موقع Soccerway.com (الإنجليزية)